# Emiel Stalmans
Emiel Stalmans, O. Praem. (Sint-Huibrechts-Lille, 20 maart 1898 - Tongerlo, 15 april 1953) was een Vlaams Norbertijn en abt van de Abdij van Tongerlo.
Stalmans ontving het witte habijt op 15 oktober 1916, sprak zijn kloostergelofte uit op 16 oktober 1918 en werd priester gewijd op 8 september 1922. Hij werd tot abt van de abdij van Tongerlo verkozen op 31 maart 1937 en ontving de wijding op 4 mei 1937.  
In de periode dat Stalmans abt was, werd in 1947 in Tongerlo Oostpriesterhulp opgericht door Werenfried van Straaten. 
De abdij kwam na de Tweede Wereldoorlog tot grote bloei waarbij in 1948 een absolute piek van 234 kloosterlingen in Tongerlo werd bereikt. Door zijn initiatief vertrokken een jaar later, in 1949 twaalf medebroeders naar Saint-Bernard-de-Lacolle in het Canadese Quebec om er een nieuwe gemeenschap te stichten. In 1968 werd deze nieuwe gemeenschap overgebracht naar Saint-Constant bij Montreal. In 1952 werd de priorij in het Britse Storrington overgenomen van de norbertijnenabdij in het Franse Frigolet.
In Oosterwijk werd in 1956 een straat naar Stalmans genoemd. Aanvankelijk de Prelaat Stalmanslaan werd de straat om praktische redenen hernoemd in 1981 naar Emiel Stalmanslaan. De andere straten ter ere van Prelaten bevonden zich alle in de wijk Trienenkant.